# Supercoupe du Liban de basket-ball
 (octobre 2023).
Si vous disposez d'ouvrages ou d'articles de référence ou si vous connaissez des sites web de qualité traitant du thème abordé ici, merci de compléter l'article en donnant les références utiles à sa vérifiabilité et en les liant à la section « Notes et références ».
La Super coupe du Liban de basket-ball est une compétition de basket-ball disputée chaque année au Liban.

## Palmarès
| Saison    | Champion             | Finaliste            |
| --------- | -------------------- | -------------------- |
| 2010-2011 | Champville SC        | Riyadi Club Beyrouth |
| 2011-2012 | Riyadi Club Beyrouth | Champville SC        |
| 2012-2013 | Champville SC        | Anibal Zahlé         |
| 2015-2016 | Byblos Club          | Riyadi Club Beyrouth |
| 2018-2019 | Riyadi Club Beyrouth | Homenetmen Beyrouth  |

## Bilan par club
| Club                 | Ville        | Titres | Années     |
| -------------------- | ------------ | ------ | ---------- |
| Riyadi Club Beyrouth | Beyrouth     | 2      | 2012, 2019 |
| Champville SC        | Dik El Mehdi | 2      | 2011, 2013 |
| Byblos Club          | Byblos       | 1      | 2016       |